# Hedysarum monophyllum
Hedysarum monophyllum är en ärtväxtart som beskrevs av Antonina Georgievna Borissova. Hedysarum monophyllum ingår i släktet buskväpplingar, och familjen ärtväxter. Inga underarter finns listade i Catalogue of Life.